# Głos Kobiet
Głos Kobiet – czasopismo Centralnego Wydziału Kobiet Polskiej Partii Socjalistycznej skierowane do robotnic, stawiające sobie za cel ich aktywizację społeczno-polityczną. Było wydawane w latach 1908–1939.
Początkowo pismo wychodziło od 1904 roku w zaborze austriackim, po I wojnie światowej wznowiono je 1 marca 1920 roku. „Głos Kobiet” był najpierw dwutygodnikiem, od 1927 roku miesięcznikiem, a od 1936 roku znowu ukazywał się jako dwutygodnik. Pismo było redagowane przez Zofię Praussową, Władysławę Weychert-Szymanowską (przygotowywała dział spraw społecznych i zawodowych) i inne działaczki PPS. 
W szczytowym okresie pismo osiągnęło wysoki jak na ówczesne warunki nakład 5 tys. egzemplarzy. W latach 1931–1934 sześć z piętnastu wydań czasopisma zostało skonfiskowanych. Od 1933 roku na łamach „Głosu Kobiety” ukazywało się coraz więcej artykułów przeciwko faszyzmowi, antysemityzmowi, demaskujących zbrodniczą politykę Józefa Stalina. 
Od 1935 roku pismo poszerzyło dotychczasową formułę kroniki partyjnej i wzbogaciło się o felietony, teksty literackie, zdjęcia. Sukcesem redakcji była realizacja w Związku Zawodowym Kolejarzy postulatu tworzenia sekcji kobiecych w centralach związkowych. „Głos Kobiet” zachęcał do głosowania na socjalistki do rad miejskich – np. 1938 roku opublikowano biogramy kandydatek PPS do rad miejskich w Łodzi (18), Krakowie (13), Warszawie (11) i Poznaniu (10). W październiku tego samego roku, gdy świętowano miesiąc kobiet, pismo domagało się bezpłatnej oświaty oraz walki „o socjalizm, o wolność, o pracę i chleb, o ochronę Matki i Dziecka”. Tuż przed wybuchem II wojny światowej „Głos Kobiet” podjął inicjatywę szkolenia „opiekunek domowych”, które miały działać w warunkach domowych.